# Karl Fazer
Karl Otto Fazer (ur. 16 sierpnia 1866 w Helsinkach, zm. 9 października 1932 w Jokioinen) – fiński przedsiębiorca i sportowiec. Założyciel firmy Fazer, uczestnik Igrzysk Olimpijskich w 1912 roku.
Urodził się w rodzinie pochodzącego ze Szwajcarii kuśnierza. Uczył się fachu w Berlinie, Paryżu i Sankt Petersburgu. W 1891 wraz z żoną założył w Helsinkach wytwórnię słodyczy, stając się w Finlandii pionierem w tej dziedzinie, następnie zaś fabrykę słodyczy w Punavori. Założona przez niego firma istnieje do dziś, ciesząc się renomą. W 1912 jako członek drużyny strzeleckiej reprezentował Finlandię na igrzyskach olimpijskich w Sztokholmie, zajmując 13. miejsce w trapie i 5. miejsce w trapie drużynowo.